# Victoria Airport
Victoria Airport är en flygplats i Chile.   Den ligger i provinsen Provincia de Malleco och regionen Región de la Araucanía, i den södra delen av landet, 600 km söder om huvudstaden Santiago de Chile. Victoria Airport ligger 354 meter över havet.
Terrängen runt Victoria Airport är platt, och sluttar västerut. Närmaste större samhälle är Victoria, 2,0 km nordost om Victoria Airport.
I omgivningarna runt Victoria Airport växer i huvudsak blandskog. Runt Victoria Airport är det ganska glesbefolkat, med 24 invånare per kvadratkilometer.